# Bongas Wetan
Bongas Wetan is een bestuurslaag in het regentschap Majalengka van de provincie West-Java, Indonesië. Bongas Wetan telt 5799 inwoners (volkstelling 2010).